# Trochicola pectinidarum
Trochicola pectinidarum is een eenoogkreeftjessoort uit de familie van de Mytilicolidae. De wetenschappelijke naam van de soort is voor het eerst geldig gepubliceerd in 1962 door Tuzet & Ormières.